# Таккони, Стефано
Сте́фано Такко́ни (итал. Stefano Tacconi; 13 мая 1957, Перуджа) — итальянский футболист, вратарь. Более известен по выступлению за туринский «Ювентус» в конце 80-х и начале 90-х годов. За сборную Италии провёл семь матчей. Участник Чемпионата Европы и Олимпийских игр 1988 года. Бронзовый призёр Чемпионата мира 1990 года.
Один из шести футболистов, выигравших Лигу чемпионов, Кубок УЕФА и Кубок обладателей кубков, а также Суперкубок УЕФА и Межконтинентальный кубок.

## Карьера

### Клубная карьера
Таккони получил свой первый значительный опыт в футбольном клубе «Сполето». Вслед за этим, привлек к себе интерес «Интера», но не сыграл ни одного матча за «миланцев». Свой первый период в качестве профессионала Стефано провел в «Про Патрии», затем в «Ливорно», до прихода в «Самбенедеттезе». Затем он достиг Серии А с «Авеллино» в сезоне 1980/1981; он оставался там в течение трех лет до перехода в «Ювентус» в 1983 году, опередив Лучано Бодини, в качестве замены для своего легендарного предшественника Дино Дзоффа, который завершил карьеру в конце предыдущего сезона.

## Достижения
Клубные:
- Чемпион Италии: 1984, 1986
- Обладатель Кубка Италии: 1990
- Обладатель Кубка европейских чемпионов: 1985
- Обладатель Суперкубка Европы: 1984
- Обладатель Межконтинентального кубка: 1985
- Обладатель Кубка УЕФА: 1990
- Обладатель Кубка обладателей кубков: 1984

Национальные:
- Бронзовый призёр Чемпионата мира 1990

Личные
- Кавалер ордена За «заслуги перед Итальянской Республикой» 1991
- Лауреат премии Гаэтано Ширеа (1993)